# Glow - La casa del mistero
Glow - La casa del mistero (The Glow) è un film per la televisione statunitense del 2002 diretto da Craig R. Baxley.

## Trama
I novelli sposi Jackie e Matt sono alla ricerca di un nuovo posto dove abitare a New York in un mercato immobiliare altamente competitivo. Quando Matt viene derubato con la forza mentre fa jogging nel parco, un gruppo di pensionati estremamente arzilli lo aiuta, cercando di rincorrere il ladro senza riuscirci. Invitano Matt a casa loro. Essi vivono insieme in un vecchio ma lussuoso edificio dotato di palestra e sauna in una posizione privilegiata, vicino al parco. Gli anziani sono molto attenti alla forma fisica, passando gran parte della giornata a svolgere attività motoria. Dopo aver conosciuto anche Jackie, affittano ai due giovani un appartamento grande e confortevole ma a un prezzo molto vantaggioso nella loro casa.
Poco dopo essersi trasferiti, un'altra giovane coppia che viveva nella stessa casa scompare senza lasciare traccia. Dopo diversi misteriosi incidenti, per i quali a quanto pare esiste sempre una spiegazione, Jackie si sente sempre più a disagio in compagnia degli anziani e inizia a svolgere delle ricerche su di loro. Dopo alcune scoperte e dopo essere rimasta incinta vuole trasferirsi di nuovo perché non si sente al sicuro. Matt vuole evitare un confronto con i padroni di casa perché ha preso un prestito per la sua piccola azienda da uno dei vecchi all'insaputa di Jackie. Mentre Jackie si stava rilassando nella sauna, due anziane la drogano e aumentano al massimo la temperatura facendola finire in ospedale e facendole perdere il bambino. Jackie trova delle prove compromettenti nello scantinato, ma viene beccata dagli anziani che la minacciano di non farla più uscire. Si scopre che gli anziani uccidono regolarmente i giovani inquilini per mantenersi in vita più a lungo prelevando delle sostanze nei loro corpi. Diversi corpi vengono trovati nel seminterrato della casa. Jackie riesce a chiudersi in garage e a fare scattare l'allarme antincendio attraverso un rilevatore di fumo, che provoca l'intervento dei pompieri. I proprietari della casa si giustificano con i pompieri spiegando che non c'era nessuna emergenza, ma mentre stavano per andare via, Jackie trova una pistola e sparando attraverso la porta riesce a farsi soccorrere. Arrivata anche la polizia, tutti gli anziani vengono arrestati. 
Jackie e Matt sopravvivono per un pelo. 
Mentre tutto sembra finito, la scena iniziale si ripete, con un uomo che viene derubato mentre corre nel parco e un nuovo gruppo di anziani lo invitano nella loro casa per aiutarlo.